# Yllenus bactrianus
Yllenus bactrianus là một loài nhện trong họ Salticidae.
Loài này thuộc chi Yllenus. Yllenus bactrianus được Andreeva miêu tả năm 1976.